# Felipe de Jado Cagigal
Felipe Antonio de Jado Cagigal (Hoznayo, Cantabria, 20 de mayo de 1742 - Ferrol, provincia de La Coruña, 30 de junio de 1825) fue un marino y militar español, teniente general de la Real Armada. Tuvo una brillante carrera en el Ejército de Tierra, luchando contra los moros en África, pero su vocación era la Armada, en la que ingresó en 1777. Se distinguió en la Batalla de Trafalgar del año 1805, al mando del navío San Agustín, de 74 cañones. Fue abuelo de Felipe Mathé.

## Biografía
Jado Cajigal nació en la aldea de Término, localidad de Hoznayo, municipio de Entrambasaguas (Cantabria). Comenzó siendo niño la carrera de las armas, tanto que fue preciso pedir la correspondiente dispensa por edad. Empezó a servir como cadete en el Regimiento de milicias de Laredo, el 27 de enero de 1758. Fue ascendido a subteniente el 17 de mayo de 1766, siendo destinado al Regimiento del Príncipe. Durante dos veces ocupó el cargo de ayudante mayor del Regimiento, del que su tío don Manuel Cajigal era coronel.
Cuando el Regimiento fue destinado a la plaza de Ceuta, inmediatamente destacó por su valor en el transcurso de varios combates con los moros. En uno de estos encuentros, en el barranco del Cañaveral, recibió su bautismo de sangre. Una vez recuperado de su herida, fue destinado a la plaza de Orán, donde en un combate en el apostadero de Capón, volvió a caer herido. Todavía no recuperado, regresó al combate, siendo herido nuevamente en el combate de la Meseta. El 1 de octubre de 1773 fue ascendido a teniente por el valor y arrojo demostrados en los diferentes combates.
A pesar de su brillante historial en tierra, sintió la llamada de la mar, por lo que decidió prepararse para poder entrar al servicio de la Armada. Se presentó a examen para obtener la plaza, lo que realizó con absoluto éxito. De tal modo, el 28 de febrero de 1777 se le otorgaron los galones de alférez de navío.
Embarcó por primera vez en la fragata Rosario, transbordando poco después al navío de línea San Pedro, asignado a la escuadra de Luis de Córdova, que se unió a la escuadra francesa de Louis Guillouet d'Orvilliers cuando en junio de 1779 fue declarada la guerra a Inglaterra. La escuadra combinada franco-española, en la que se contaban 68 navíos -de los que el español Santísima Trinidad portaba la insignia de Córdova-, entró en el Canal de la Mancha para intentar la invasión de las islas británicas en agosto de 1779, aunque obtuvo pobres resultados: la retirada de la Royal Navy a sus puertos, causando el colapso del comercio británico, y la captura del navío británico de 74 cañones Ardent, que quedó rezagado.
En 1780 transbordó al navío Arrogante, que pertenecía a la escuadra del José Solano y Bote, marqués del Socorro, con destino al apostadero de La Habana; en éste, se le ordenó transbordar al navío San Luis, saliendo en 1781 con la escuadra de José Solano en la expedición contra Pensacola, en la Florida británica. Tuvo un comportamiento de gran valentía en el desembarco del 22 de abril, siendo el primero en poner el pie en la playa enemiga.
En ésta plaza, mantuvo varios combates contra los británicos y los nativos de la zona, que apoyaban a los enemigos; en uno de los asaltos que se realizaron, siendo también el primero en hacerlo a una trinchera, cayó herido de una pierna, pero se mantuvo en el combate, hasta que éste finalizó con la toma de la plaza. El 4 de agosto de 1781 fue ascendido a teniente de fragata por los méritos contraídos en estos combates.
Su herida y el no dejarse ser atendido por permanecer en el combate, se pronosticó de grave, por lo que le llevó algún tiempo su recuperación. Ya en franca mejoría, se le comisionó a Santo Domingo. Totalmente restablecido, embarcó en el navío Dragón. En la travesía hasta La Habana participó en el rescate de una corbeta, que había sido apresada por los británicos en las inmediaciones de Matanzas (29 de enero de 1784).
El 15 de noviembre de 1784 fue ascendido a teniente de navío, prosiguió en la mar, embarcado en diferentes buques. Continuó su meritoria carrera en las Antillas, y el 23 de mayo de 1792 fue ascendido a capitán de fragata, regresando a la Península.
Al año siguiente participó en la conquista de las islas sardas de San Pietro y San Antíoco, al apresamiento de la fragata Helena de 40 cañones y al incendio de su compañera por orden de su comandante, para evitar caer en manos de los españoles, y en el apoyo a los ejércitos piamontés y napolitano en las riberas del Var.
A continuación participó en la conquista y defensa de Tolón, que llevaron a cabo las escuadras española y británica, al mando respectivo de Lángara y Hood. Jado Cajigal luchó con las fuerzas desembarcadas, que estaban al mando del capitán general don Federico Gravina.
Como siempre se ofrecía voluntario para los combates, y a ser posible en los de mayor peligro, estuvo presente en cinco combates generales y en más de cuarenta parciales, acudió a la defensa de los fuertes de Balaguer, Mulgrave y San Luis. Por esta acometividad también vertió su sangre, pues entre todos ellos recibió una herida grave en la cara, dos golpes de sable en la cabeza, más cinco contusiones, por lo que tuvieron que embarcarlo, estando gravemente herido, en el navío Santa Isabel con destino al arsenal de Cartagena.
De nuevo ya con sus facultades recuperadas, fue destinado al departamento de Ferrol. El 1 de septiembre de 1794 fue ascendido al grado de capitán de navío; estando al mando de diferentes de ellos, pero siempre sin dejar la mar. El 5 de octubre de 1802 fue promovido al grado de brigadier, pasando a desempeñar el cargo de comandante general del Arsenal de Ferrol.
Cuando se armó en éste arsenal la escuadra al mando del general Domingo Pérez de Grandallana, con fecha 14 de mayo del año de 1805, se le otorgó el mando del navío San Agustín de 74 cañones. Al reunirse las escuadras del almirante Villeneuve y del general Gravina, en la ría de Ares, su navío pasó a formar parte de la combinada. De tal modo, el navío de su mando, el San Agustín, tuvo un papel muy destacado en el combate naval de Trafalgar.
El San Agustín, con 711 hombres a bordo, formó a la cola de la flota hispano-francesa. Ésta hubo de volverse por el acecho de los navíos ingleses, lo que dejó al San Agustín situado en la vanguardia del ataque aliado. Cuando la columna del almirante Nelson se aproximó a la escuadra combinada, llegando al alcance efectivo de la artillería, el San Agustín fue el primero el abrir fuego sobre el HMS Victory, célebre buque insignia de Nelson. En su informe sobre el desarrollo del combate, escrito cuando tanto Cagigal como Gravina estaban en Cádiz, convalecientes de sus heridas, dice:

"En cuyo instante ordené que se rompiera el fuego, que efectivamente se practicó en todas las baterías con serena prontitud y actividad y a mi parecer con conocido acierto. 

Duró hasta las dos y media poco más o menos, hora en que habiendo desfilado toda la línea enemiga y atacado al navío Trinidad, cortando el centro por aquella parte y abrumándole sobre manera, que mandé pasar la gente a estribor, y por señal del Trinidad, de arribar y sostenerle en su desventaja, así lo ejecuté, dirigiéndose directamente sobre un navío de tres puentes que se batía por estribor, a quien a las primeras descargas, hechas con todo ardor y acierto, rompimos parte de sus vergas; que al fin, rendido el Trinidad, se emplearon contra el San Agustín dos navíos de tres puentes por babor y estribor le combatían, tomando las aletas y enfilando todas sus baterías."

El navío español quedó rodeado por varios buques de la escuadra comandada por Lord Nelson: el HMS Leviathan, el HMS Conqueror, el HMS Africa y el HMS Britannia.
Combatió con dureza durante horas, repeliendo dos abordajes a costa de gran número de bajas. Se mantuvo en el combate hasta las 17:30, cuando ya era atacado por cinco navíos enemigos. Estando ya desarbolado, con un gran número de vías de agua y casi toda la dotación o muerta o herida, sólo entonces fue cuando el San Agustín cedió al ataque enemigo. Aclaraba Jado Cajigal:

"Hora en que fue preciso ceder a tanta superioridad y a dos repetidos abordajes, que al tercero ya no pudo oponérseles suficiente gente por hallarse ocupada en las baterías la poca que restaba, continuando el fuego contra los otros buques que se estrechaban a tiro de pistola."

Realizado el tercer abordaje, los británicos conquistaron el castillo y el combés, pero Cagigal estaba en la toldilla, con la poca gente que le quedaba, defendiendo la bandera. Los británicos se dieron cuenta del mal estado del buque, pues al pasar por las bombas de achique se apercibieron de la mucha cantidad de agua que hacía el navío, por lo que ellos mismos pidieron parar el combate.
Sin embargo, Cagigal no se avino a permitirlo, hasta que los británicos no consintieron en concederle que el pabellón del buque no fuera arriado y que se hundiera con el San Agustín. Al llegar a este acuerdo, los españoles junto a los británicos se pusieron a trabajar, con todas sus fuerzas, para tratar de impedir el que el navío se fuera a pique, pero viendo que entraba más agua de la que ellos lograban sacar con las bombas, decidieron abandonar el buque. Para entonces, el balance de bajas en el navío era de 180 muertos y 200 heridos. Esa misma noche, terminó por quedarse mocho, pues se le cayeron los pocos restos de arboladura, incluido el bauprés. A continuación, el San Agustín fue incendiado en reconocimiento a su extraordinario comportamiento en el combate, evitando así ser presa del enemigo. En el ya mencionado parte, añade Cagigal: "Según he visto con placer, ya que mi constancia no bastó a librarle o sumergirle en la acción, de lo que no estuvo muy distante."
Cajigal pronto fue canjeado, pasando de Gibraltar al departamento de Cádiz. El 9 de noviembre, reconocidos sus méritos, valentía y buen hacer en el combate, fue ascendido por méritos de guerra al grado de jefe de escuadra.
Cuando llegó el histórico día del 2 de mayo de 1808, Cagigal se encontraba en Galicia, cuando supo la noticia inmediatamente, se presentó al general Joaquín Blake para combatir al invasor francés. Blake le nombró mariscal de campo, entregándole el mando de una de las cuatro divisiones que formaban parte de su cuerpo de ejército, dándose la casualidad de que otra de las divisiones de este cuerpo estaba al mando de un brigadier de la Armada, veterano de Trafalgar, Joaquín Riquelme.
Con su división participó en la batalla de Espinosa de los Monteros y la de Villafranca del Bierzo, en la que resultó herido. El 23 de febrero de 1809 fue ascendido a teniente general, pero continuó prestando sus servicios en el ejército de tierra hasta la expulsión de los franceses de territorio español. Por el conjunto de sus méritos y lo acertadas de sus disposiciones, fue condecorado, con la recientemente creada condecoración por las Cortes de Cádiz, la Cruz Laureada de San Fernando de Tercera Clase.
El 23 de septiembre del año de 1820, estando ya en situación de retiro, fue nombrado capitán general de Ferrol, su arsenal, departamento y zona marítima. Falleció en esta ciudad y en posesión de su cargo el 30 de junio de 1825.